# بیجینگ اینترپرایز
بیجینگ اینترپرایز (انگلیسی: Beijing Enterprises) شرکت دولتی خوشه‌ای چینی است، که در سال ۱۹۹۷ تأسیس شد.